# Dolenje Podpoljane
Dolenje Podpoljane este o localitate din comuna Ribnica, Slovenia, cu o populație de 50 de locuitori.